# 新塞爾希伊夫卡 (巴什坦卡市鎮)
47°29′7″N 32°34′21″E / 47.48528°N 32.57250°E
新塞爾希伊夫卡（烏克蘭語：Новосергіївка），是烏克蘭南部尼古拉耶夫州巴什坦卡區巴什坦卡市镇内的村落。始建於1870年，面積1.17平方公里，海拔高度84米，2001年人口469，人口密度每平方公里400.9人。